# Steve Wright (seriemoordenaar)

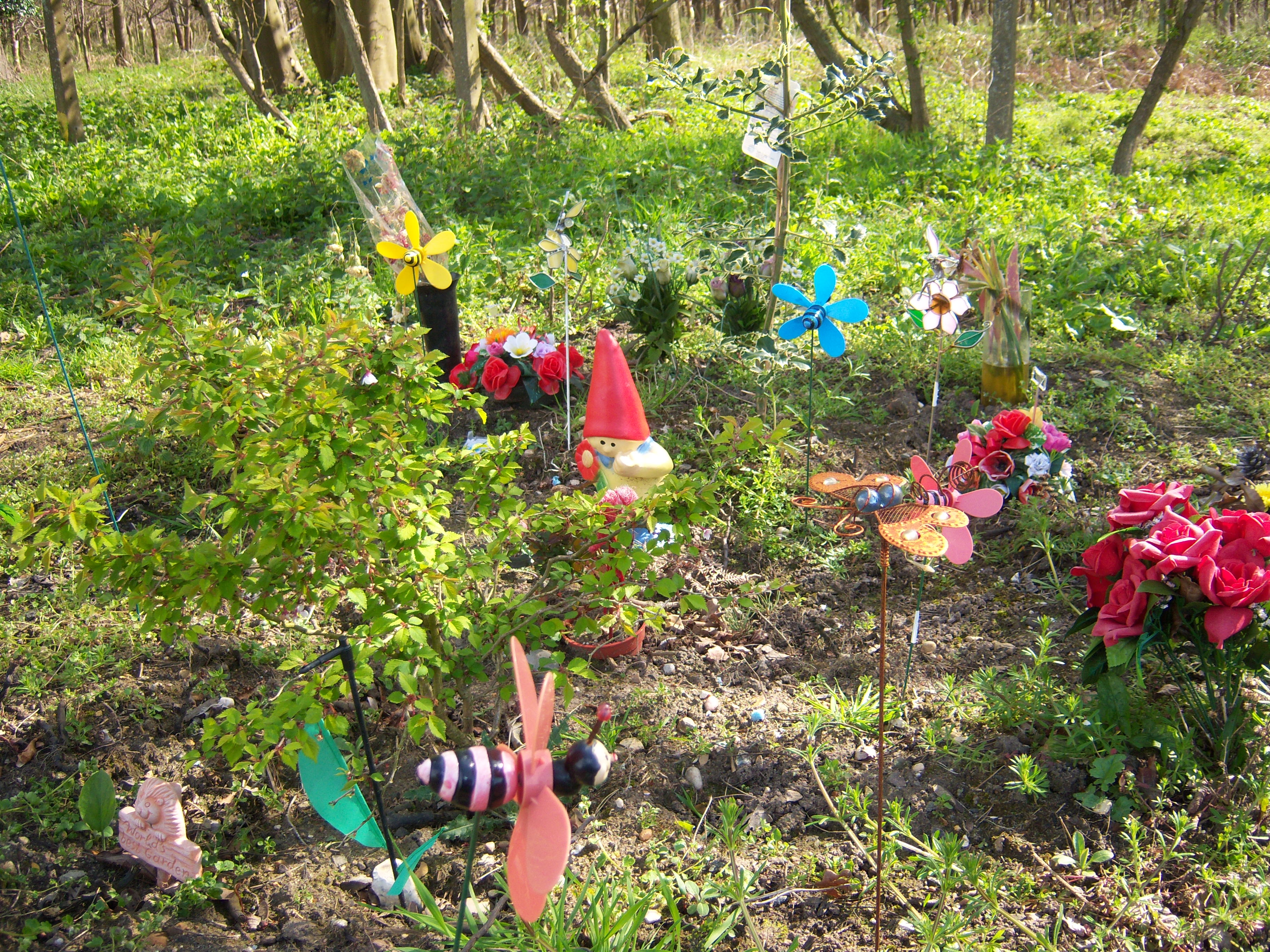
plaats waar Paula Clenell en Annette Nichols gevonden werden

Steve Gerald James Wright (Erpingham, 24 april 1958) is een Engelse seriemoordenaar die in 2008 tot een levenslange gevangenisstraf werd veroordeeld voor de moord op ten minste vijf prostituees in Ipswich in 2006. Hij is een van enkele tientallen Britse moordenaars die onder het whole-life tariff vallen, wat betekent dat hij tot aan zijn dood opgesloten moet blijven.

## Slachtoffers
- Gemma Adams (25)
- Tania Nicol (19)
- Anneli Alderton (24)
- Paula Clennell (24)
- Annette Nicholls (29)

## Verslag
Wright pleegde zijn misdaden toen zijn echtgenote nachtdienst had. Twee van de vijf slachtoffers lagen in de vorm van een crucifix toen ze werden gevonden.
Op 19 december 2006 werd Wright gearresteerd. Zijn DNA kwam overeen met sporen op de naakte lichamen van Alderton, Clennell en Nicholls. Hoewel Wright toegaf contact met de vrouwen te hebben gehad, ontkende hij ze omgebracht te hebben. Wright heeft nooit een bekentenis afgelegd.